# Orsipo

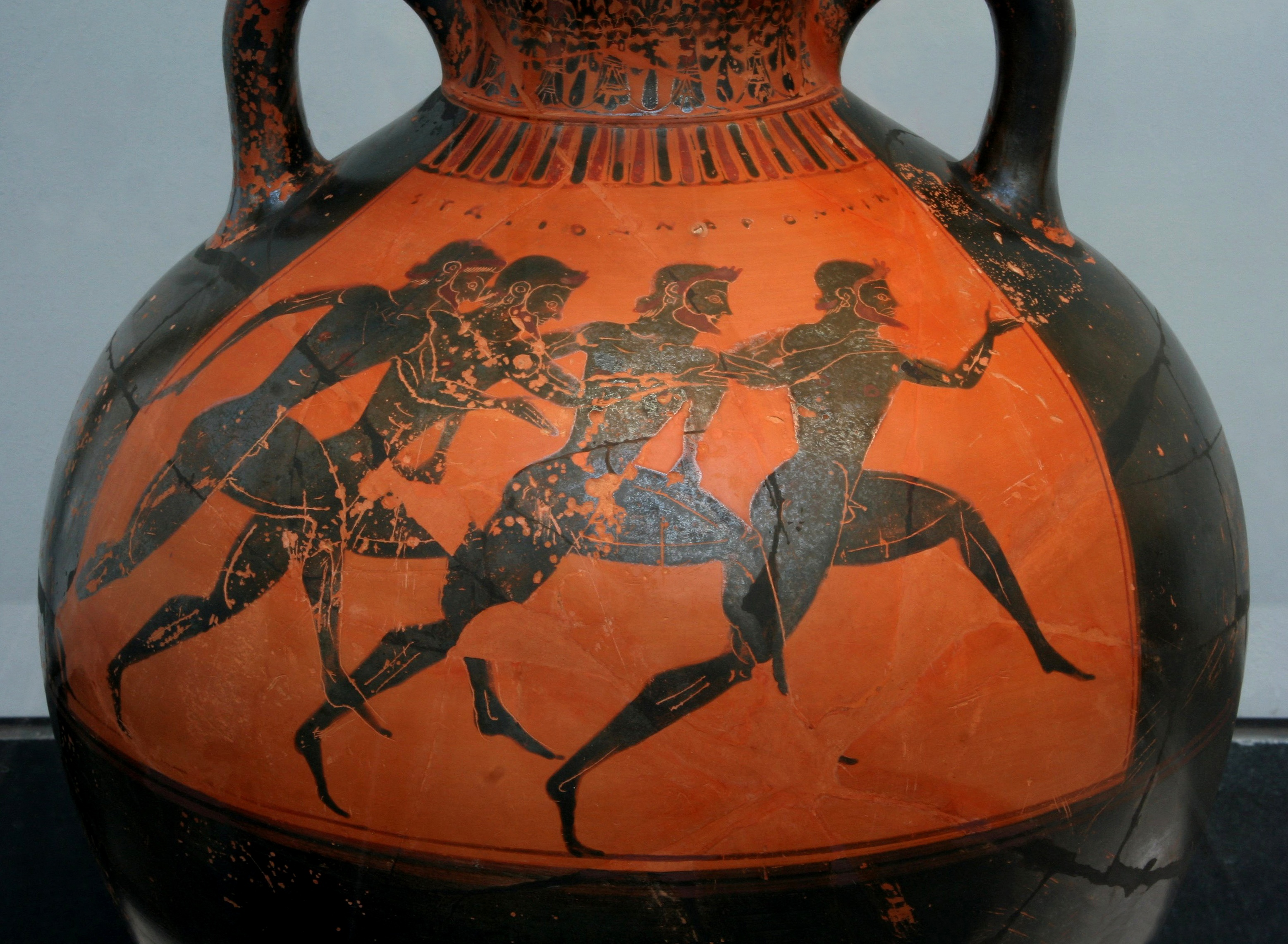
Vaso griego con corredores desnudos en los Juegos Panatenaicos del 530 a. C., al estilo de Orsipo.

Orsipo fue un antiguo corredor griego de Mégara, que se hizo famoso por ser el primero en correr desnudo la carrera pedestre en los Juegos Olímpicos y "el primero de todos los griegos en ser coronado vencedor desnudo".
Orsipo ganó la carrera del Stadio, equivalente a una longitud de 600 pies de los 15.º Juegos Olímpicos en el año 720 a. C. La pérdida de la vestimenta se produjo accidentalmente durante la carrera o bien fue él mismo el que se la quitó en el transcurso de la misma para correr más rápido. Debido a este éxito, los corredores, posteriormente, le imitarían.
Otros estudiosos sostienen en cambio que Acanto de Esparta fue el que introdujo por primera vez la desnudez atlética griega. 